# Skórniczek jodłowy
Skórniczek jodłowy, skórniczek Chailleta (Amylostereum chailletii (Pers.) Boidin) – gatunek grzybów z rodziny Echinodontiaceae.

## Systematyka i nazewnictwo
Pozycja w klasyfikacji według Index Fungorum: Amylostereum, Echinodontiaceae, Russulales, Incertae sedis, Agaricomycetes, Agaricomycotina, Basidiomycota, Fungi.
Po raz pierwszy takson ten opisał w 1822 r. Christiaan Hendrik Persoon nadając mu nazwę Thelephora chailletii. Jego opis jest jednak niejasny, autor nie podaje podłoża, na którym znalazł owocniki tego gatunku i w kolekcji brak eksykatu. Z tego powodu epitet gatunkowy jest niepewny. Obecną, uznaną przez Index Fungorum nazwę nadał mu w 1958 r. Jacques Boidin.
Ma 10 synonimów. Niektóre z nich:
- Kneiffia atkinsonii (Ellis & Everh.) Rick 1934
- Lloydellopsis chailletii (Pers.) Pouzar 1959[3].

Stanisław Domański w 1991 r. nadał mu polską nazwę skórniczek Chailleta, Władysław Wojewoda w 2003 r. zmienił ją na skórniczek jodłowy.

## Morfologia
Owocnik
Rozpostarty lub rozpostarto-odgięty, o grubości około 1–3 mm, tworzący drobne, wąskie, ciemnobrązowe, nieregularnego kształtu i owłosione kapelusiki. Powierzchnia hymenialna ochrowo-brązowa do brązowej, często nieco niejednolita, po wyschnięciu zwykle spękana w małe kwadraty. Brzeg nieco pogrubiony i delikatnie owłosiony (włoski widoczne dopiero przez soczewkę).
Cechy mikroskopowe
System strzępkowy dimityczny. Strzępki generatywne cienkościenne z licznymi sprzążkami. Strzępki szkieletowe proste, grubościenne i jasnobrązowe z kilkoma sprzążkami. Owocnik zróżnicowany poprzecznie na dwie odrębne warstwy o różnych strukturach strzępek, a mianowicie warstwę subikularną lub kontekstową ze strzępkami ułożonymi mniej więcej równolegle do podłoża oraz warstwę subhymenium ze strzępkami pionowymi. Pierwsza składa się z bogato rozgałęzionych, szklistych strzępek generatywnych ze sprzążkami, oraz słabo rozgałęzionych, prostych, brązowawych strzępek szkieletowych z kilkoma sprzążkami. Strzępki są głównie cienkościennymi lub grubościennymi strzępkami generatywnymi o średnicy 3-4 µm i otaczają liczne inkrustowane cystydy. Z tych generatywnych strzępek rozwiną się nowe podstawki i cystydy. Cystydy żółtawobrązowe, grubościenne i wierzchołkowo inkrustowane, część inkrustowana ma wymiary około 15–20 × 5 µm. Młode cystydy szydłowate, cienkościenne i gładkie. Kilka większych, cienkościennych, zaokrąglonych do szydłowatych cystyd, często zawierających oleiste krople lub żywiczne ziarna, ma pozornie charakter gleocystyd i najwyraźniej pozostaje cienkościenna. Podstawki wąskie, mniej więcej maczugowate, około 20–25 × 4–5 µm z 4 sterygmami i sprzążką bazalną. Zarodniki cylindryczne lub wąsko elipsoidalne, 6–7,5 × 2,5–3 µm, gładkie i amyloidalne.
Gatunki podobne
Podobny jest skórniczek jałowcowy (Amylostereum laevigatum). Morfologicznie bardzo trudne do odróżnienia są także owocniki skórniczka świerkowego (Amylostereum areolatum), zwłaszcza młode i rozpostarte.

## Występowanie i siedlisko
Występuje w Ameryce Północnej, Europie, Azji i Australii. W Europie jest szeroko rozprzestrzeniony i podano wiele jego stanowisk. Również w Polsce nie jest rzadki. W. Wojewoda w 2003 r. przytacza wiele jego stanowisk.
Nadrzewny grzyb saprotroficzny. Występuje w lasach iglastych i mieszanych na niedawno obumarłych lub obumierających drzewach, głównie na jodle, rzadziej na świerku. Znajdywano go także na belkach drewnianych mostów i na drewnianych konstrukcjach ogrodowych. Powoduje białą zgniliznę drwna.